# Homoki Nagy István (filmrendező)

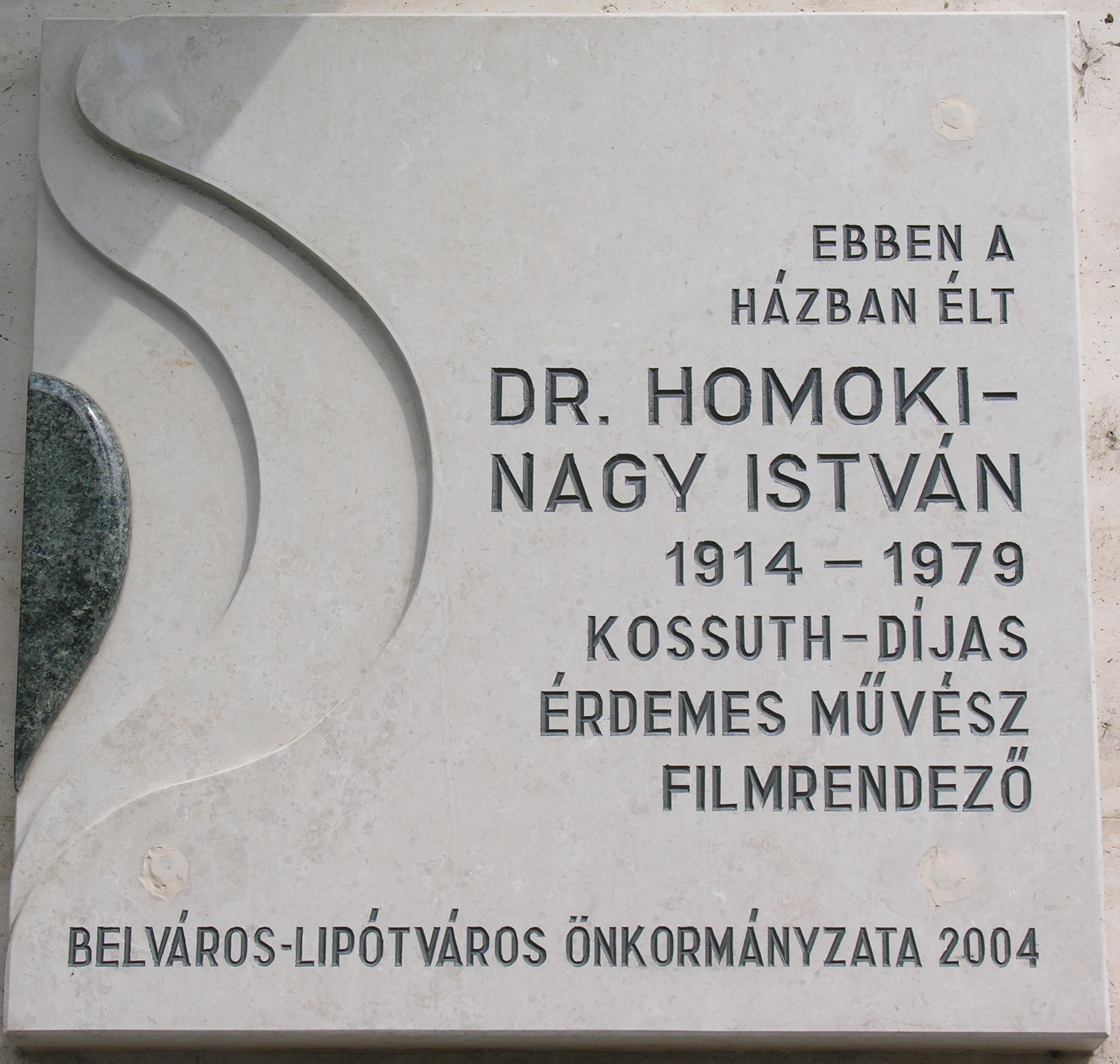
Homoki Nagy István emléktáblája egykori lakhelyén, a Petőfi tér 3-5. szám alatt

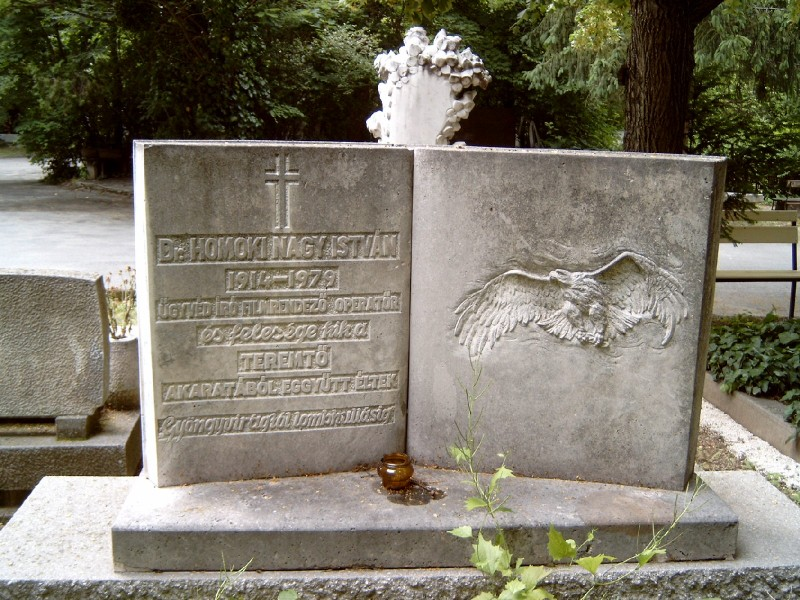
Homoki Nagy István sírja Budapesten. Farkasréti temető: 2/3-1-185/186.

Homoki Nagy István (Mezőtúr, 1914. szeptember 2. – Budapest, 1979. december 14.) Kossuth-díjas magyar filmrendező, operatőr.
Homoki Nagy István elsősorban természetfilmesként lett híres, filmjei a magyar tájat és élővilágát mutatták be az 1950-es és '60-as években (gemenci erdő (l.:Gyöngyvirágtól lombhullásig), Kis-Balaton, hortobágyi síkság, alcsútdobozi dombvidék, a Tisza menti füzesek, a Duna, Kiskunság, a Körösök vidéke, a Vértesalja), de az állatokkal forgatott filmjei is népszerűek voltak.
Iskolateremtő volt abban az értelemben, hogy az ő nevével kapcsolják össze jelenleg is Magyarországon a természetfilmezést. Negyven ország vásárolta meg filmjeit, fesztiválokon vetítették és díjazták munkáit.
Alkotói szakasza két markáns részre bontható: kezdeti tájjellegű rövid- és egész estés filmjei, valamint az állatokkal forgatott filmjei.

## Életpályája
Jogásznak készült, de filmes lett belőle.
1932 és 1933 között Kecskeméten, a Református Jogakadémián kezdte, majd Szegeden fejezte be jogi tanulmányait, 1937-ben jogi doktorrá avatták. Ezek után joggyakornok lett Kiskunfélegyházán és Hódmezővásárhelyen. Utóbbi helyen először bíróságon jogász, majd aljegyző, bírósági jegyző.
1942-ben ügyvédi és bírói szakképesítést szerzett. A természet iránti szeretete miatt fotókat készített (fotóművészeti albumai szerint is ebben is kiváló volt), később tagja is volt a Nemzetközi Fotóművész Szövetségnek.
Ekkor kapta az Országos Természettudományi Múzeum Sajtó és Fotó Osztálya szóló felkérést, melyet elfogadott, így 1945-ben a annak vezetője lett.
1949- ben a Magyar Híradó és Dokumentumfilm gyár felkérte őt egy film elkészítésére, így elhagyta jogi pályáját és 1949-től félállásban, majd 1954-től már főállásban dolgozott a Híradó és Dokumentumfilm Gyárban. A filmjeit saját maga rendezte, írta és fényképezte. Stábja kicsi volt (feleségéből, Zsoldos Zsuzsából, Farkas Zoltán és Morell Mihály vágóból, és néhány, szakmailag nélkülözhetetlen emberből állt).
Eleinte rövidfilmeket készített – "A Kis-Balaton nádrengetegében", (1949), "A löszfalak madarai", (1950), "Egy kerecsensólyom története", (1950), majd elkészítette első egész estés filmjét, "Vadvízország" címmel (1951), a Szeged környéki Fehér-tó madárvilágáról.
Ez a filmje meghozta számára nemcsak a hazai, hanem a külföldi elismerést is. (1952. Karlovy Vary – A legjobb operatőri munka). 1953-ban készítette el a "Gyöngyvirágtól lombhullásig" című egész estés filmjét a gemenci vadrezervátum élővilágáról, vadjairól, sikere még a "Vadvízország" sikerét is meghaladta ( 1953- Velence – I. díj)
1954-ben forgatta le "A kékvércsék erdejében” című filmjét a kékvércsék életéről, melyet Hortobágyon, az óhati tölgyesekben forgatott.
Ezek után egy kisebb átmeneti időszak jellemzi pályáját, rövid természeti filmeket forgatott, ("Néma romok", (1961), "Hervad már ligetünk", (1964), "Erdei tó", (1966), "Erdei pillanatok", (1966), "Napfényes kertekben", (1967)),
A rövidfilmek készítése során fedezte fel a Dunántúlt, a Vértes környékét.
Tevékenysége most már nemcsak a természet, hanem az állatok világára is kiterjedt, a filmjeinek központjába állatok kerültek, és ennek keretében mutatta be a tájat, mint a cselekményének hátterét.
1956-ban készült el első állatokkal fogatott filmje, a Cimborák első része "Nádi szélben" Fickóval, a magyar vizslával, Pletykával, a tacskóval és Nimróddal, a vadászhéjával (Kis-Balaton nádrengetegével, mint háttérrel). 1960-ban forgatta a Cimborák második részét, a "Hegyen-völgyön" címmel, melyben már számos állat is szerepet kapott Pletyka, Fickó és Nimród mellett- mókus, mosómedve, hiúz, vadmacska.
A filmeket nagy magyar és nemzetközi sikere ellenére a kritika fanyalogva fogadta, elsősorban amiatt, mert az állatok kerültek előtérbe a természet bemutatása helyett. Homoki azonban következetesen haladt az általa elképzelt úton, egymás után készítette el állat szereplőkkel forgatott filmjeit, melyek már nem érték el korai természetfilmjeinek, vagy az első állatokkal forgatott filmjeinek sikerét. ("Pletyka délutánja" (1964), a "Hej, csóka" (1963) és "A sasfióka" (1964), Csaklival, a csókával, egy tücsök főszereplésével "A barna legényke" (1964))
Több részes filmeket kezdett el készíteni, mint a "Macskakaland" (1968), "Kurtalábú pásztor" Pletykával, vagy a Magyar Televízió részére készítette a "Plútó és Puck” sorozatot mosómedvével és hollóval a főszerepekben.
Az állatokkal forgatott filmjeiben az állatokat szinte emberi tulajdonságokkal ruházta fel.
Munkájában a tökéletességre törekedett. Egy-egy film elkészítéséhez sok türelem kellett, a szakmát is tökéletesen kellett művelnie, hiszen a természetben ellesett jelenetek egyszeriek és megismételhetetlenek. Az állatokkal operatőrként forgatott filmjeire is ez jellemző.
Homoki Nagy István sírján Nimród, a sólyom képe található, és alatta ez a felirat: "Gyöngyvirágtól lombhullásig".

## Elismerései
- Kossuth-díj (1952)
- Érdemes művész (1955)
- Chernel István-emlékérem (1984)
- Munka Érdemérem Arany fokozata
- A Nemzetközi Fotóművész Szövetség és Angol Királyi Társaság tagja volt
- Fejér Megye Díszpolgára (posztumusz, 2000)

## Főbb filmes munkái
- Szárnyas vadászmesterek (1947)
- Kisbalatoni nádrengeteg (1950)
- Egy kerecsensólyom története (1950)
- Vadvízország (1951)
- Gyöngyvirágtól lombhullásig (1953)
- Kékvércsék erdejében (1954)
- Cimborák 1 – Nádi szélben (1958)
- Cimborák 2 – Hegyen völgyön (1960)
- Hej csóka! (1963)
- Macskakaland 1-3. rész (1968)
- Kurtalábú pásztor 1-6. rész (1970-1971)
- Plutó és Puck, a bajkeverők (1978)

## Kötetei
- Kiskunfélegyháza városi avifaunájának vázlata; Egyetemi Ny., Bp., 1938
- Szárnyas vadászmesterek. Fotoriport a vadászmadarakról; sajtó alá rend. Koroknay István, ill. Benyovszky István; Magyar Könyvbarátok, Bp., 1947
- Gyöngyvirágtól lombhullásig. Színes filmmel vadmadarak után. Egy természetfilmező karcolatai; Művelt Nép, Bp., 1954
- Gyöngyvirágtól lombhullásig. Színes filmmel vadmadarak után. Egy filmrendező karcolatai; felvételek egy része ifj. Tildy Zoltán; 2. bőv. kiad.; Bibliotheca, Bp., 1957
- Hegyen-völgyön; Pannonia, Bp., 1966
- Hegyen-völgyön; Terra–Interart, Bp., 1990
- Cimborák; fotó szerző, szerk. Bencsik Gábor; Magyar Mercurius, Bp., 2004
- Nádi Szélben, Guttenberg Pál Népfőiskola - Orpheusz Kiadó, 2019.
- A kamera leáll, Guttenberg Pál Népfőiskola - Orpheusz Kiadó, 2021.

## Emlékezete
- Egykori lakhelyén, Budapest V. kerületében, a Petőfi tér 3-5. szám alatt emléktáblát helyeztek el tiszteletére.
- 1985-ben a MAFILM II. telepén bronzszobor, amelyet azonban a telep felszámolása után leszereltek.
- Gödöllőn róla neveztek el egy utcát.
- Kecskeméten egy általános iskola viselte a nevét
- Mezőtúron a gimnáziumban emléktábla.
- 10000 Ft névértékű ezüst, és 2000 Ft névértékű színesfém emlékpénz.